# Грімія згладжена
Грімія згладжена (Grimmia laevigata) — вид мохів порядку гріміальних (Grimmiales).

## Поширення
Батьківщиною є Європа, Африка, Північна Америка, Північна Америка, Азія, Австралія, Нова Зеландія.
Населяє від вологих до сухих, відкритих, кислих, пісковиків, граніту та базальту, від відкритих рівнин до гірських, рідко альпійських місцин; на висотах 200–2800 м.

## Характеристика
Рослини в щільних пучках, від темно-зелених до темно-коричневих. Стебла 0.5–2 см. Листки від подовжено-яйцюватих до видовжено-ланцетних, 1.5–3 × 0.4–0.6 мм, по обох краях плоскі, остюки 0.3–2 мм. Коробочкові ніжки прямі, 1.5–3 мм. Коробочка іноді присутня, коричнева, від довгасто-яйцюватої до циліндричної.